# Глухий глотковий африкат
Глухий глотковий африкат ([ʡ͡ʜ] у МФА) — рідкісний африкат, що існує в деяких людських мовах. Він починається як глотковий проривний [ʡ] та закінчується як глухий глотковий дрижачий [ʜ]. Не знайдено жодної мови, де цей звук є фонемою.

## Особливості
- Спосіб творення — несибілянтний африкат.
- Місце творення — глоткове, тобто звук утворюється при зближенні кореня язика й задньої стінки глотки.
- Тип фонації — глуха, тобто цей звук вимовляється без вібрації голосових зв'язок.
- Це ротовий приголосний, тобто повітря виходить крізь рот.

- Це центральний приголосний, тобто повітря проходить над центральною частиною язика, а не по боках.

- Механізм передачі повітря — егресивний легеневий, тобто під час артикуляції повітря виштовхується крізь голосовий тракт з легенів, а не з гортані, чи з рота.

## Поширення
| Мова  | Мова               | Слова | МФА | Значення | Примітки                                             |
| ----- | ------------------ | ----- | --- | -------- | ---------------------------------------------------- |
| Хайда | Діалект Гайдабурга | -     | -   | -        | Може натомість бути проривним [ʡ] або дзвінким [ʡ͡ʢ]. |